# Cincinnata
Cincinnata är ett släkte av skalbaggar. Cincinnata ingår i familjen långhorningar.
Kladogram enligt Catalogue of Life:
| Cincinnata | \| \| Cincinnata allardi \| \| \| \| \| \| Cincinnata fasciata \| \| \| \| \| \| Cincinnata konduensis \| \| \| \| \| \| Cincinnata schoutedeni \| \| \| \| |
|            | \| \| Cincinnata allardi \| \| \| \| \| \| Cincinnata fasciata \| \| \| \| \| \| Cincinnata konduensis \| \| \| \| \| \| Cincinnata schoutedeni \| \| \| \| |
|            | Cincinnata allardi |
|            | |
|            | Cincinnata fasciata |
|            | |
|            | Cincinnata konduensis |
|            | |
|            | Cincinnata schoutedeni |
|            | |